# Camión Canadian Military Pattern

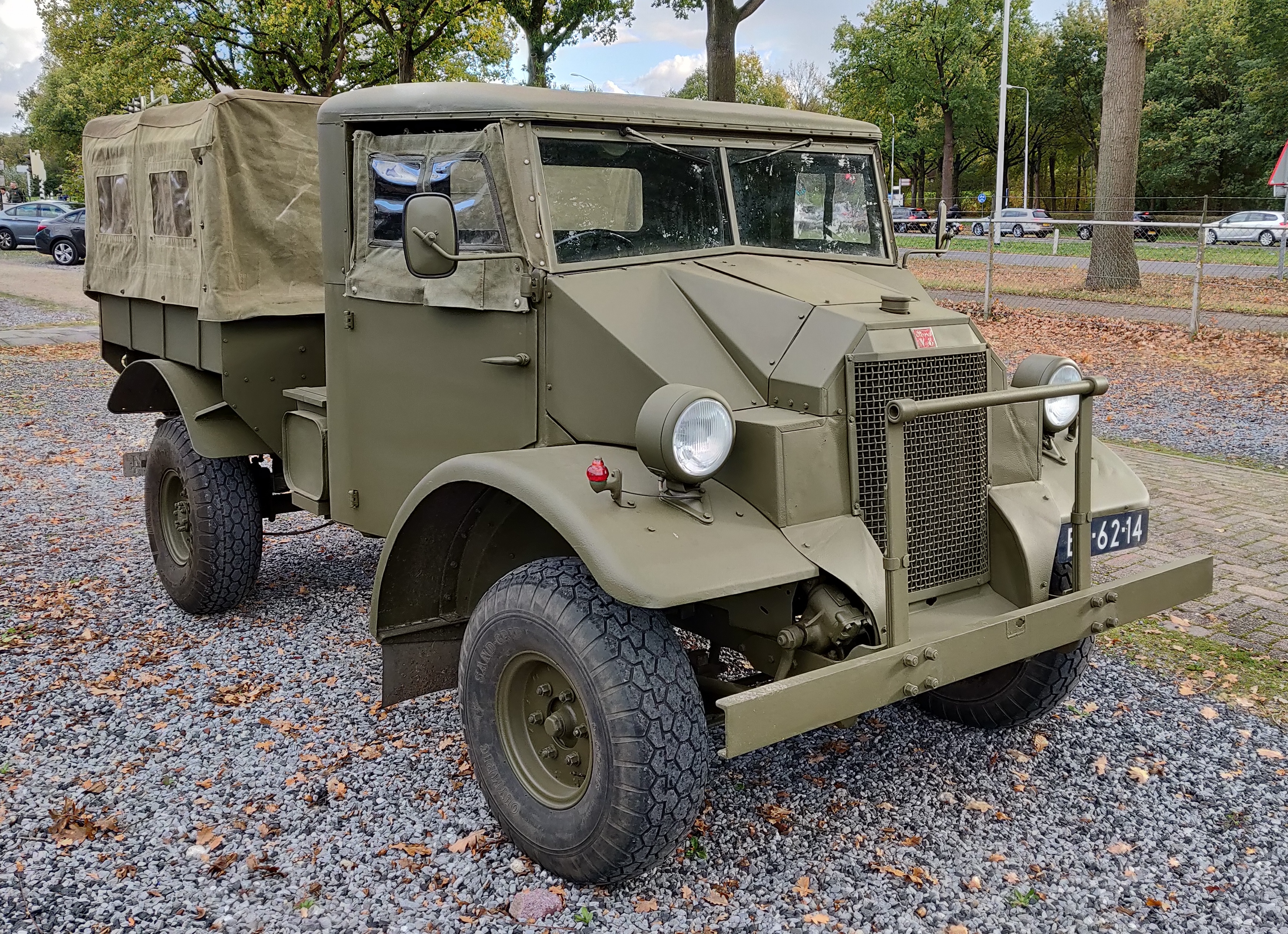
Camión Ford F8 CMP con cabina Tipo 11

Los Camiones Canadian Military Pattern (CMP) eran gamas de camiones militares mutuamente coherentes, fabricados en grandes cantidades, en varias clases y numerosas versiones, por las sucursales de Canadá de los «Tres Grandes» fabricantes de automóviles de Estados Unidos durante la Segunda Guerra Mundial, conforme a las especificaciones del Ejército Británico, destinados principalmente para su uso en los ejércitos de los aliados de la Commonwealth británica, pero también sirvieron en otras unidades del Imperio británico.
Las fábricas canadienses produjeron unos 850.000 vehículos en la Segunda Guerra Mundial, incluidos unos 50.000 vehículos blindados, cañones autopropulsados y tanques, pero se le da la mayor importancia a la gran mayoría, más de 800.000, de camiones y vehículos de ruedas ligeros, producidos por Ford, GM y Chrysler de Canadá.
Hasta las restricciones monetarias de fines de la década de 1940, la producción de la industria automotriz canadiense proporcionaba una parte importante de los vehículos de los países del Imperio Británico. Estos territorios imponían aranceles reducidos, «preferencia imperial», sobre los productos canadienses, generalmente realizados por las subsidiarias canadienses de los grandes fabricantes de automóviles estadounidenses. A fines de la década de 1930, Canadá comenzó a elaborar diseños estándar, para prepararse para el comienzo de la guerra, lo que implicó un diseño único e histórico y una colaboración de producción entre los grandes fabricantes de automóviles rivales, especialmente Ford Canadá y GM Canadá.
Los camiones Canadian Military Pattern no solo motorizaron los ejércitos de Gran Bretaña, Canadá, Australia y Nueva Zelanda, sino que también fueron enviados a la Unión Soviética después de la invasión nazi, como parte del Programa de Donaciones y Ayuda Mutua a los Aliados, comparable a la Ley de Préstamo y Arriendo de Estados Unidos.
Durante la guerra, los camiones CMP prestaron servicio en todo el mundo, en la Campaña en África del Norte, la invasión aliada de Sicilia, la Campaña Italiana, el Frente Oriental, la Campaña de Birmania, la Campaña de Filipinas, la liberación del noroeste de Europa y la invasión de Alemania Occidental. Los camiones CMP también sirvieron en conflictos de posguerra en Indonesia, Indochina Francesa, y en las colonias portuguesas en África.
La Historia de la Segunda Guerra Mundial oficial del Reino Unido calificó la producción canadiense de camiones no blindados en tiempos de guerra, incluida la clase CMP, como la contribución más importante del país a la victoria aliada. Se considera que los camiones de Canadá «...pusieron al ejército británico sobre ruedas»; en la Campaña del Norte de África, el Octavo Ejército británico luchó contra el Afrika Korps utilizando casi exclusivamente camiones CMP; y el progreso aliado desde Sicilia, a través de Italia y Francia, dependía en gran medida de los camiones canadienses. Al final de la guerra, el vasto suministro de camiones de Canadá proporcionaba un vehículo para cada tres soldados en el campo, en comparación con un vehículo por cada siete soldados estadounidenses, lo que lo convirtió en el ejército más móvil del mundo.

## Historia
El ascenso al poder en Alemania de Hitler y el Partido Nazi en 1933 llevó a discusiones a mediados de la década de 1930 entre la Oficina de Guerra británica y el Ejército Canadiense sobre la posible producción de vehículos militares en Canadá. Durante la Primera Guerra Mundial las fuerzas terrestres canadienses habían participado como un cuerpo en el ejército británico. En cualquier conflicto futuro, se asumió que las fuerzas canadienses volverían a estar estrechamente integradas con las de la Madre Patria, por lo que sería esencial que los equipos fabricados en Canadá fueran compatibles con los estándares y especificaciones británicos.
A principios de 1937, la Ford Motor Company of Canada y General Motors of Canada Ltd fueron invitadas por el Departamento de Defensa Nacional de Canadá, para producir un prototipo canadiense de un camión de infantería ligera con un capacidad de carga de 680 kg (15 quintales o ¾ de tonelada corta), similar al Morris CS8 que había sido adoptado recientemente por la Oficina de Guerra Británica. Para 1938, las autoridades militares canadienses habían cambiado su interés a diseños 4x4 y 6x4 más pesados. En ese año, Ford y General Motors of Canada Limited fueron invitados a producir prototipos de un tractor de artillería 6x4 mediano derivado del Scammell Pioneer 6x4 británico. En 1939, se habían preparado planes para la producción en masa en Canadá de una gama de vehículos militares basados en especificaciones británicas CMP bastante estrictas. Estos camiones fueron originalmente designados como «Department of National Defence Pattern» (DND, Patrón del Departamento de Defensa Nacional); sin embargo, cuando los volúmenes de producción aumentaron y se hizo evidente que los vehículos fabricados en Canadá iban a servir ampliamente en las fuerzas de otros países, la clase de camiones se volvió a designar «Canadian Military Pattern» (CMP, Modelo Militar Canadiense). Al estallar la Segunda Guerra Mundial, la gran y moderna industria automotriz de Canadá cambió su producción a la de vehículos militares, que superó a Alemania.
Inicialmente destinados al uso militar canadiense, los vehículos pronto fueron asumidos por todas las fuerzas británicas y de la Commonwealth. Mientras que la evacuación de Dunkerque en la primavera de 1940 logró rescatar a cerca de 340.000 soldados aliados que habían sido rodeados por el ejército alemán invasor, la Fuerza Expedicionaria Británica había sido obligada a abandonar la mayoría de sus vehículos militares en Francia. Entonces se convirtió en una necesidad urgente reemplazar esas pérdidas y proporcionar nuevos vehículos para equipar a las fuerzas armadas del Commonwealth en rápida expansión. Los vehículos CMP, basados en la especificación británica y con gran capacidad de fabricación, eran la respuesta lógica.

## Producción

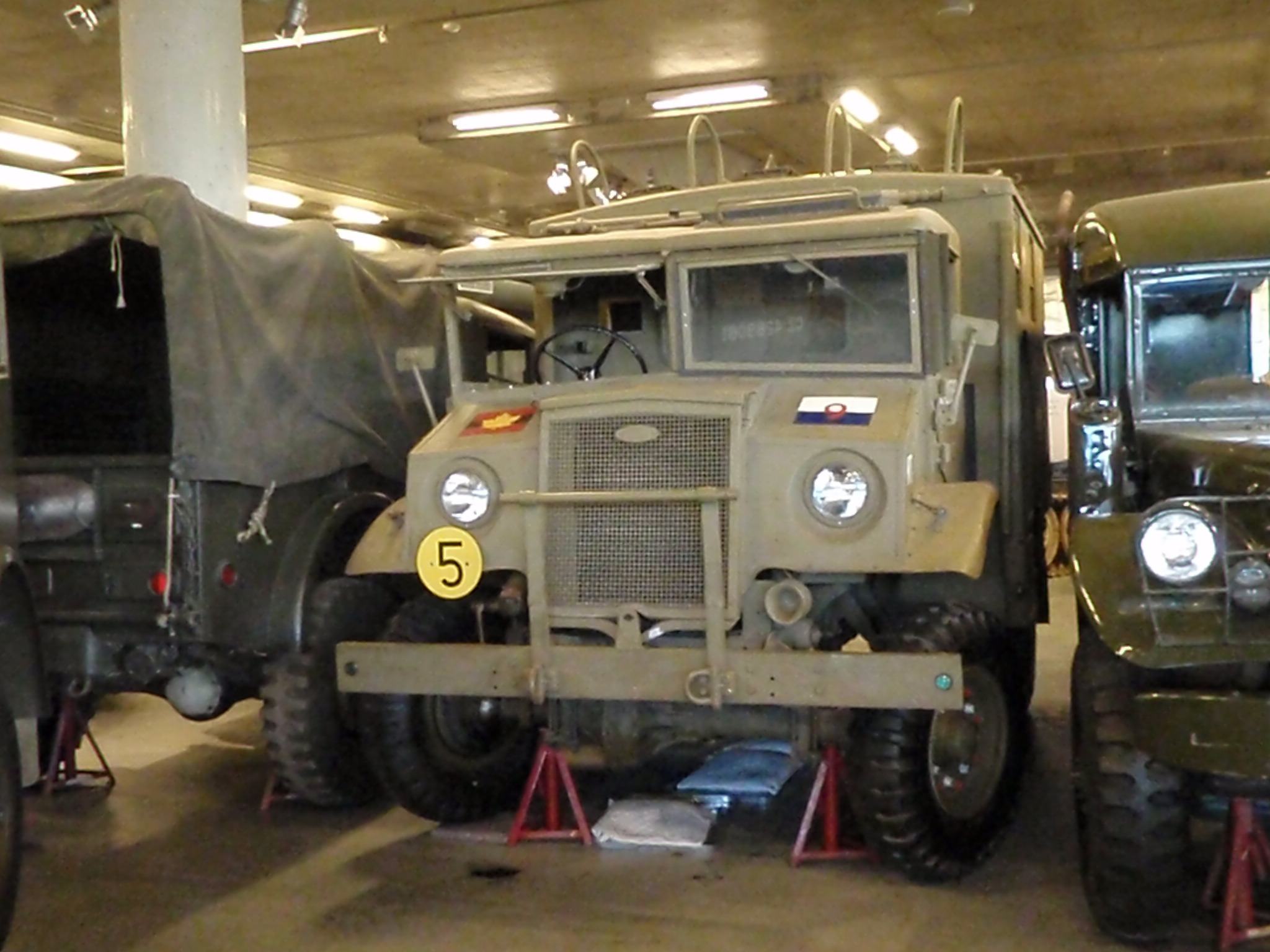
Ford F15A con el parabrisas del lado del conductor abierto.

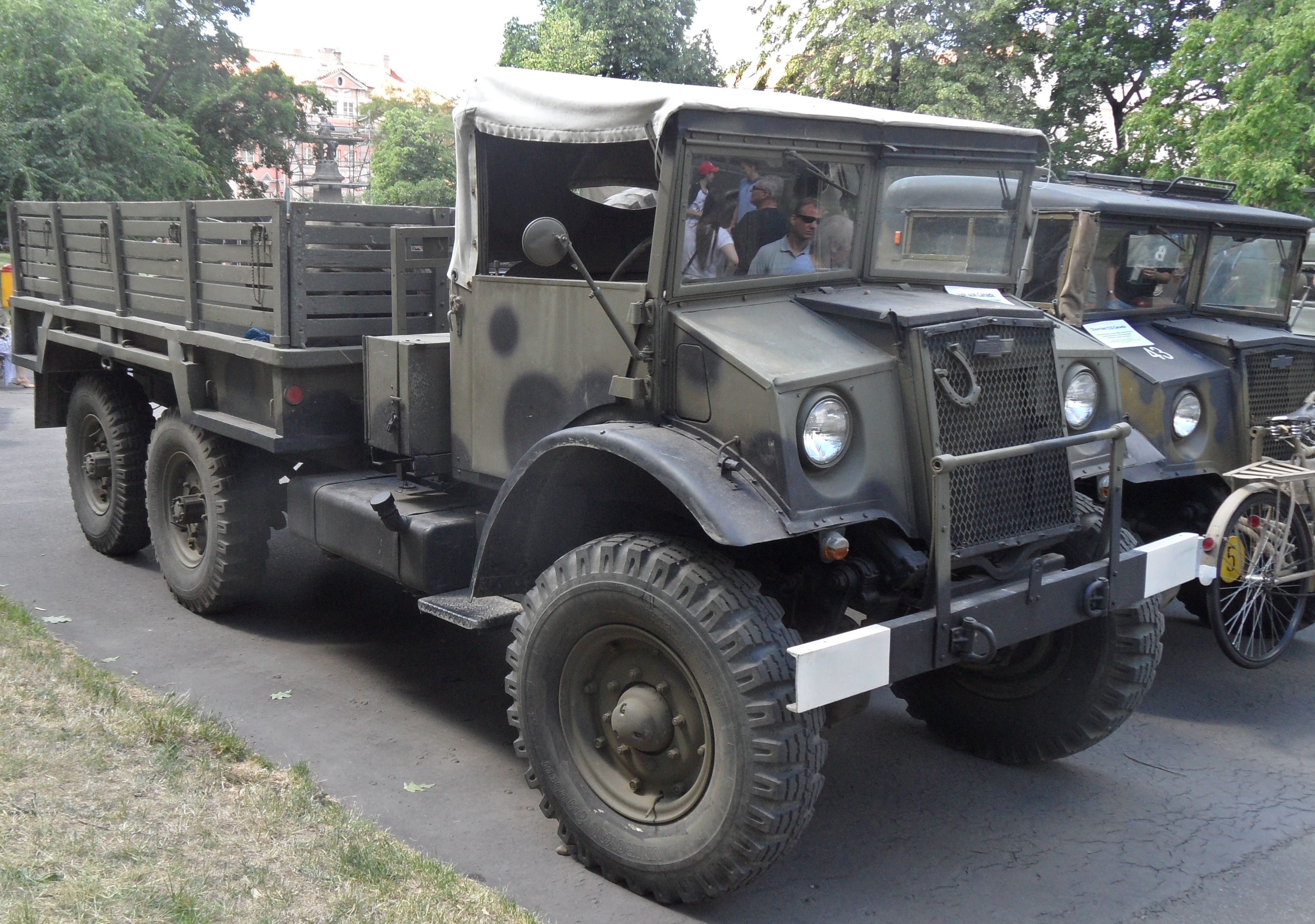
GM/Chevy C60X 6x6 al frente; detrás un 'bowtie', más pequeño.

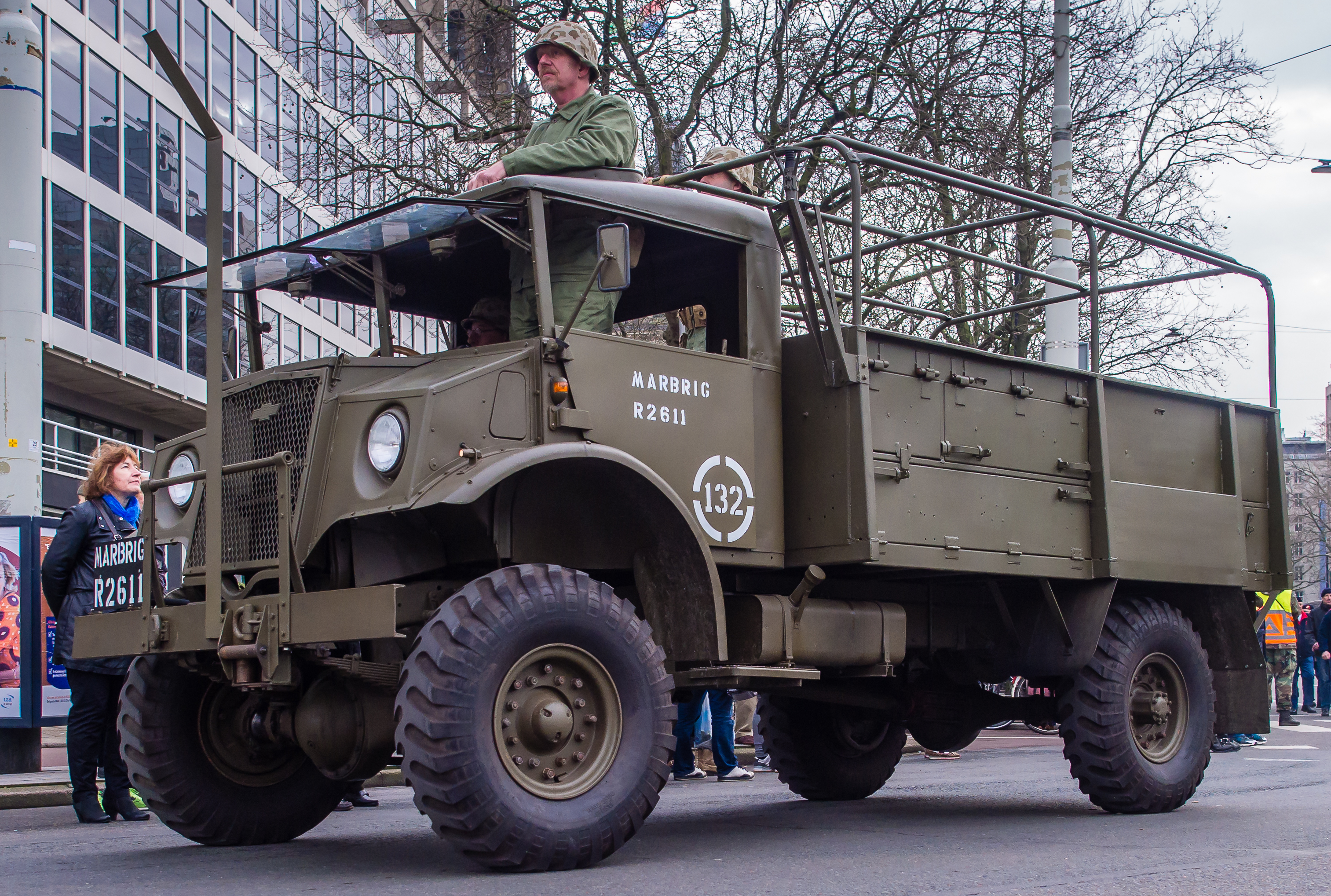
Chevrolet C60L, que perteneció al Korps Mariniers.

Las fábricas canadienses produjeron alrededor de 850.000 vehículos en la Segunda Guerra Mundial, incluidos unos 50.000 vehículos blindados, cañones autopropulsados y tanques. Pero tuvo gran importancia la mayoría (más de 800.000 unidades) de camiones y vehículos de ruedas livianos, producidos por Ford, General Motors y Chrysler de Canadá. Gracias a una gran industria automotriz de antes de la guerra, el gran logro de Canadá en tiempos de guerra fue construir más camiones militares que las principales naciones del Eje (Alemania, Italia y Japón) juntas, cumpliendo con las demandas de la guerra móvil en la era de la Blitzkrieg.
La producción de camiones militares de Canadá se centró principalmente en una amplia gama de vehículos de clasificación media: jeeps ligeros y camiones de más de 3 toneladas de capacidad, requeridos por el ejército canadiense, se compraron a proveedores externos. La producción de la industria canadiense incluyó ambos diseños, los comerciales civiles modificados (306.000 de los cuales se clasificaron como «Modified Conventional Pattern» (MCP, Patrón Convencional Modificado), así como diseños específicos para uso militar, de conformidad con la especificación del patrón militar canadiense, en números aproximadamente iguales.
La mayoría de los camiones CMP fueron fabricados por la división canadiense Chevrolet de General Motors y Ford Motor Company de Canadá. Los dos fabricantes pudieron aumentar rápidamente su producción canadiense, utilizando sus gran capacidad de producción de reserva que había permanecido inactiva desde la Gran Depresión, y mediante un acto inusual de colaboración entre las dos empresas rivales, incluyendo el uso de componentes intercambiables. Se ensambló una cantidad menor de camiones CMP a partir de chasis y piezas fabricados en Canadá, que generalmente se construyen primero en líneas de producción canadienses, luego se desensamblaban, embalaban y se enviaban al extranjero, para ser vueltos a ensamblar en Gran Bretaña, Australia, Nueva Zelanda, Sudáfrica (2600), India (9500), Italia y Egipto. Siguiendo la convención británica, los camiones CMP tenían volante a la derecha a pesar de que la mayoría de ellos se construyeron en Canadá, que utilizaba principalmente vehículos con volante a la izquierda. La especificación CMP demostró ser versátil y formó la base de una amplia variedad de diferentes tipos de camiones e incluso algunos vehículos blindados. Había no menos de noventa tipos de vehículos CMP, en doce chasis diferentes, incluidos tres tipos diferentes de camiones de radiotransmisión, cuatro tipos de ambulancia y trece vehículos de taller de campo. En servicio australiano (casi siempre con la cabina Nº 13), los vehículos se conocían como «Chev Blitz» o «Ford Blitz».[cita requerida]
Se fabricaron alrededor de 410.000 camiones CMP en Canadá, GM contribuyó con 201.000 y Ford hizo el resto. Los modelos más comunes fueron las camionetas 4x4 de 3 toneladas (los tipos más comunes eran los Chevrolet C60S y C60L, y los Ford F60S y F60L equivalentes), con algo más de 209.000 vehículos fabricados. Además, se contrató a Chrysler para producir otras 180.000 camionetas Dodge, un poco más de tres cuartas partes de las cuales eran camionetas de 3 toneladas que también se usarían en el rol de CMP, aunque se ajustaban al patrón CMP en un grado mucho menor, equipado con cabinas Dodge estándar, con una distancia entre ejes 5 cm mayor, y en su mayoría con tracción en dos ruedas. Además, se fabricaron aproximadamente 9.500 chasis CMP 4x4, principalmente para ser utilizados en la construcción de vehículos blindados y otros vehículos en los países aliados.
La producción canadiense de camiones CMP por sí sola superó la producción total de camiones militares de la Alemania nazi. Los británicos en su Historia de la Segunda Guerra Mundial (la historia oficial de la guerra del Reino Unido) argumentan que la producción de camiones no blindados, incluida los camiones clase CMP, fue la contribución más importante de Canadá la victoria aliada.
Después de 1945, los camiones CMP excedentes de guerra recién fabricados y modificados se utilizaron en varios ejércitos europeos (por ejemplo, los Países Bajos, Bélgica, Dinamarca, Noruega, Portugal, España) y en todo el mundo (p.e., Sudáfrica, Argentina, Jordania, Vietnam del Sur, Federación Malaya). Los camiones CMP se adaptaron después de la guerra para una variedad de funciones civiles, incluida la silvicultura, el transporte de granos, la extinción de incendios y los quitanieves. En Malasia, después de la Emergencia malaya, muchos camiones CMP se convirtieron en transportadores de troncos o camiones todo terreno en las obras en construcción, con un sistema de frenos mejorado y motores más potentes.

## Tipos de Canadian Military Pattern

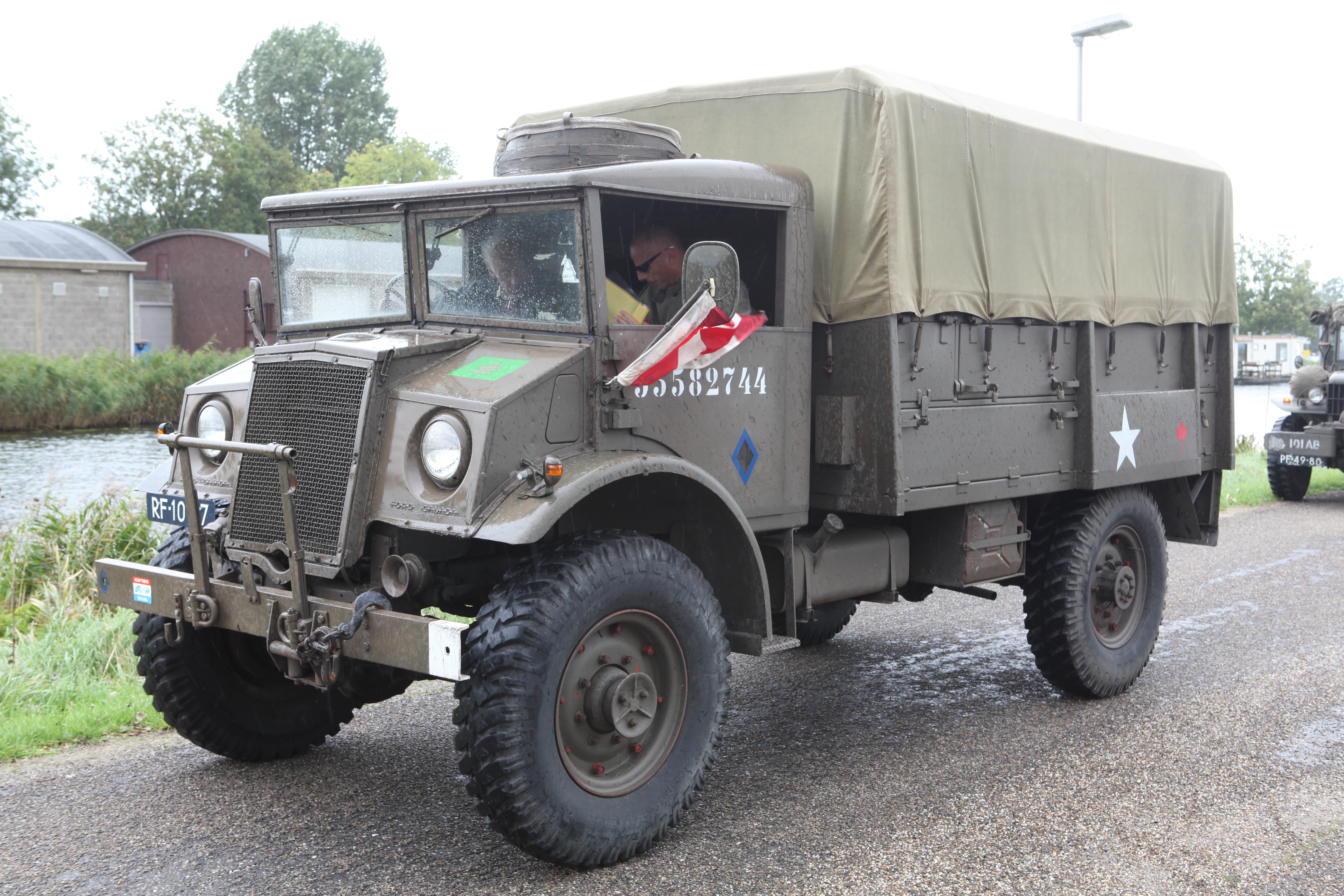
Ford F60S con caja de carga.

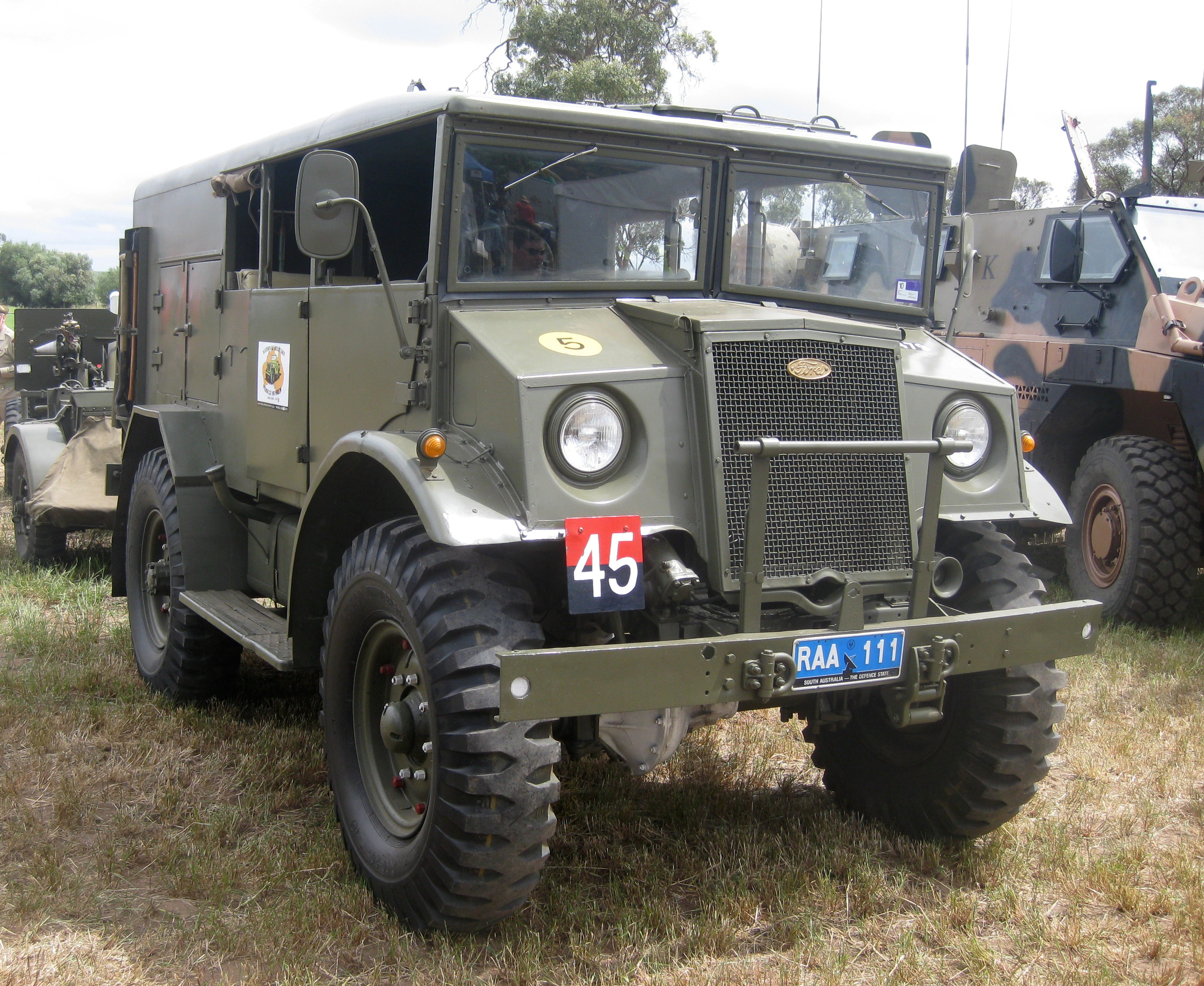
Ford Australia CMP «Blitz» Field Artillery Tractor (FAT, Tractor de Artillería de Campaña) en el National Military Vehicle Museum de Australia.

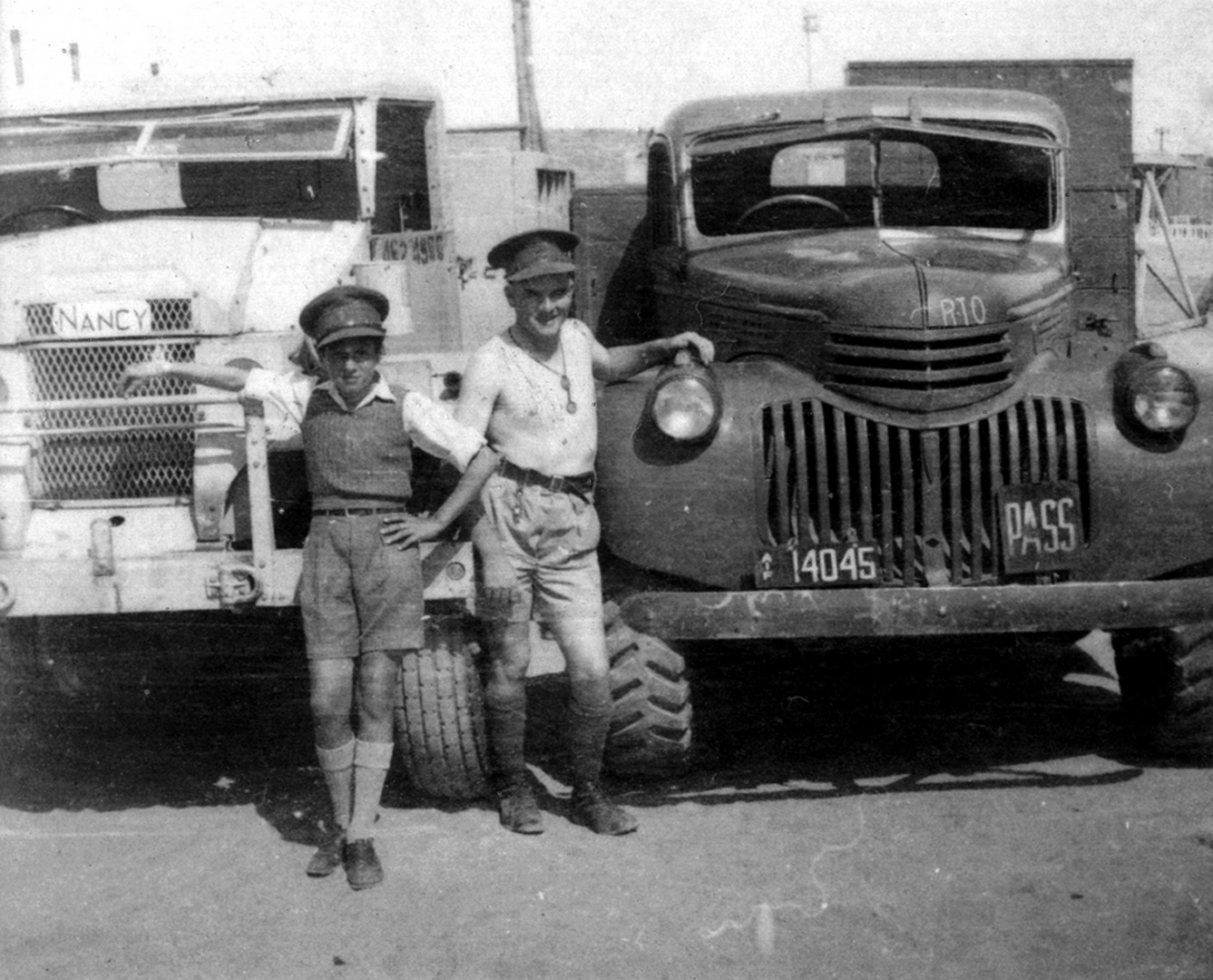
Dos de los primeros camiones Chevrolet, un CMP a la izquierda y un «Modified Conventional Pattern» a la derecha, 1942.

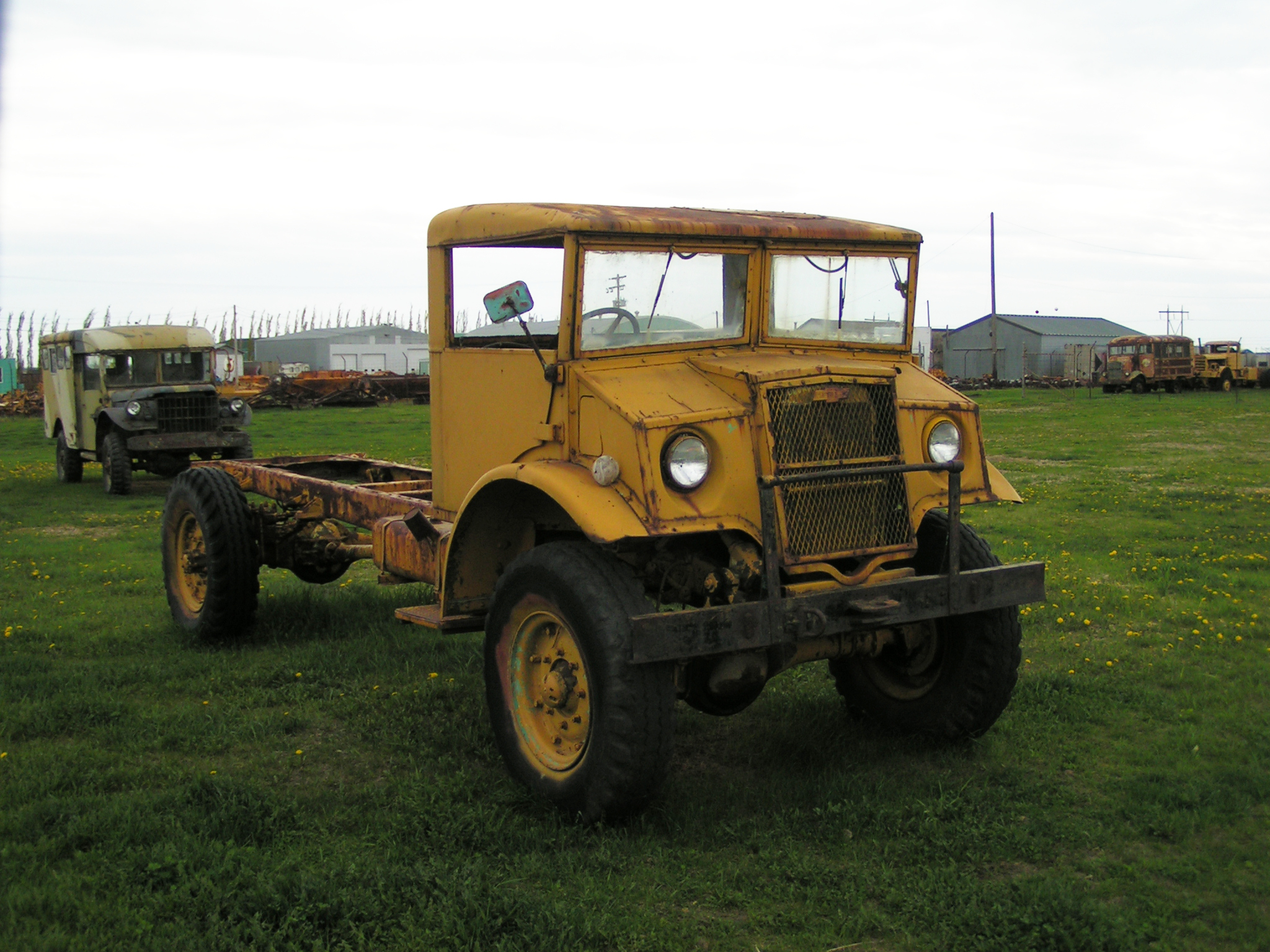
Chevrolet CMP con cabina Nº 13.

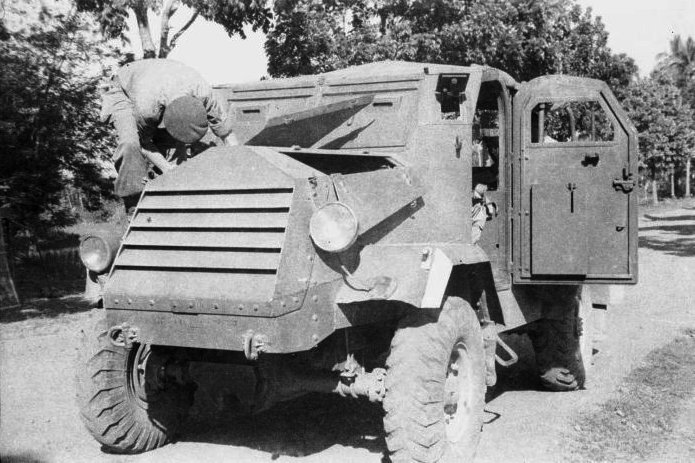
Transporte blindado de personal neerlandés (GM C15TA) usado durante la revolución indonesia.

Los camiones CMP construidos por Ford usaban un motor V8 de cabeza plana, de 71 kW (95 HP) y 3,9 L mientras que la mayoría de los camiones CMP construidos por Chevrolet tenían un motor de 6 cilindros en línea con válvulas a la cabeza, de 63 kW (85 HP) y 3,5 L. Un motor GMC de 6 cilindros en línea fabricado en Estados Unidos de 4,4 L motorizaba al camión C60X de 3 toneladas.
Los camiones Ford y Chevrolet compartían un diseño estándar de cabina, que evolucionó a lo largo de los años de producción. El primero (diseñado en Ford por Sid Swallow), el segundo y el tercer diseño de cabina se llamaron No. 11, 12 y 13, respectivamente. Los dos primeros tipos eran similares, la principal diferencia era una rejilla del radiador de dos partes en la cabina número 12 (su parte superior se abría con un capó, que se conocía como la «cabina Alligator»). La cabina final, la N° 13, era un diseño totalmente canadiense fabricado desde finales de 1941 hasta el final de la guerra, tenía los dos vidrios planos del parabrisas inclinados ligeramente hacia abajo para minimizar el deslumbramiento del sol y para evitar causar reflejos fuertes que serían observables desde un avión.
Todos los diseños de cabina CMP tenían una configuración corta, sobre el motor, que le daba su característico aspecto de nariz de pug. Se requería que este diseño cumpliera con las especificaciones británicas originales para un diseño de camión compacto que fuera más eficiente para transportar por barco. Las especificaciones también exigían volante a la derecha.
Internamente, la cabina tenía que acomodar los motores norteamericanos comparativamente grandes y, en general, estaba abarrotada. Las cabinas estándar fueron entonces combinadas con una variedad de chasis estándar, transmisiones y carrocerías. Los vehículos construidos por Chevrolet podían ser reconocidos por la malla de la rejilla del radiador con un patrón de diamante, mientras que los construidos por Ford tenían rejillas formadas por una malla rectangular.
La producción de Dodge comenzó más tarde. Los primeros prototipos usaban la cabina Nº 13, pero los vehículos de producción conservaban la cabina comercial y un control convencional más largo similar a los vehículos MCP. Esto permitió una producción más rápida, al tiempo que conservaba especificaciones similares para el chasis, la transmisión y el montaje de las carrocerías traseras de los vehículos.
La producción de carrocerías de camión CMP en Canadá fue subcontratada a empresas más pequeñas en Ontario y Manitoba, organizadas en tiempos de guerra en la «Asociación de Fabricantes de Carrocerías de Acero» por el Departamento de Municiones y Suministros. La amplia variedad de diseños de carrocería de camión incluía servicio general (GS)/transporte de tropas, cisterna de combustible/agua, recuperación de vehículos (grúa), ambulancia de campo, clínica dental, lavandería móvil, móvil de transmisiones (radio), maquinaria (taller de maquinado/soldadura), transporte de botes plegables, tractor de artillería y antitanque (con un cañón montado sobre el chasis).
En la lista siguiente, una especificación de tracción NxM significa que el vehículo tiene un total de N ruedas y que M de esas ruedas son motrices. Las especificaciones militares no permitían más de dos ruedas por eje. Las capacidades de carga estándar británicas de 8 quintales (400 kg), 15 quintales (760 kg), 30 quintales (1525 kg) y 60 quintales (3050 kg) corresponden aproximadamente a las cargas estadounidenses de 1/2, 3/4 tonelada, 1, 5 y 3 toneladas cortas, respectivamente. Los camiones CMP de 60 quintales generalmente se llamaban camiones de 3 toneladas (60 quintales son 3 toneladas largas).

### Chevrolet, General Motors
- Chevrolet C8 (4x2, distancia entre ejes de 256 cm, 400 kg)
- Chevrolet C8A Heavy Utility Truck (4x4, distancia entre ejes de 256 cm, 400 kg)
Producido en las configuraciones de estación de radio (HUW), ambulancia (HUA), personal (HUP), taller ZL (taller móvil de reparación de radio) y cómputos (contabilidad, salarios).
- Chevrolet C15 (4x2, distancia entre ejes de 256 cm, 760 kg)
- Chevrolet C15A (4x4, distancia entre ejes de 256 cm, 760 kg)
- Chevrolet Camión blindado C15TA (4x4, distancia entre ejes de 256 cm, 760 kg)
- Chevrolet C30 (4x4, distancia entre ejes de 340 cm, 1525 kg)
- Chevrolet C60S (4x4, distancia entre ejes de 340 cm, 3 ton)
- Chevrolet C60L (4x4, distancia entre ejes de 340 cm, 3 ton)
- Chevrolet C60X (Chasis C60 con tracción 6x6, distancia entre ejes de 406+132 cm, 3 ton, motor GMC de 6 cilindros en línea de 4,4 litros)
- Chevrolet CGT Tractor de Artillería de Campaña (4x4, distancia entre ejes de 256 cm)

Además de camiones, se utilizaron chasis CMP para el Fox Armored Car, el diseño del Humber Armored Car británico adaptado para la producción por GM. General Motors Canada construyó 1761 Otter Light Reconnaissance Car, que fue una adaptación del Humber Light Reconnaissance Car Mark III para un chasis C15.
| Modelo    | Tracción                    | Batalla    | Capacidad | Notas                            |
| --------- | --------------------------- | ---------- | --------- | -------------------------------- |
| Ford F8   | 4x2                         | 256 cm     | 400 kg    |                                  |
| Ford F15  | 4x2                         | 256 cm     | 760 kg    |                                  |
| Ford F15A | 4x4                         | 256 cm     | 760 kg    |                                  |
| Ford F30  | 4x4                         | 341 cm     | 1525 kg   |                                  |
| Ford F60S | 4x4                         | 292 cm     | 3 ton     | Variante batalla «corta»         |
| Ford F60L | 4x4                         | 402 cm     | 3 ton     | Batalla «larga»                  |
| Ford F60T | 4x4                         | 292 cm     | 3 ton     | Tractocamión                     |
| Ford F60H | 6x4, eje delantero no motor | 407+132 cm | 3 ton     |                                  |
| Ford FGT  | 4x4,                        | 257 cm     |           | Tractor de artillería de campaña |

El Ford Lynx Scout Car, también conocido como «Car, Scout, Ford Mark I» (4x4, distancia entre ejes de 256 cm), era el casco del Daimler Dingo en un chasis CMP.

### Dodge (Chrysler Canadá)

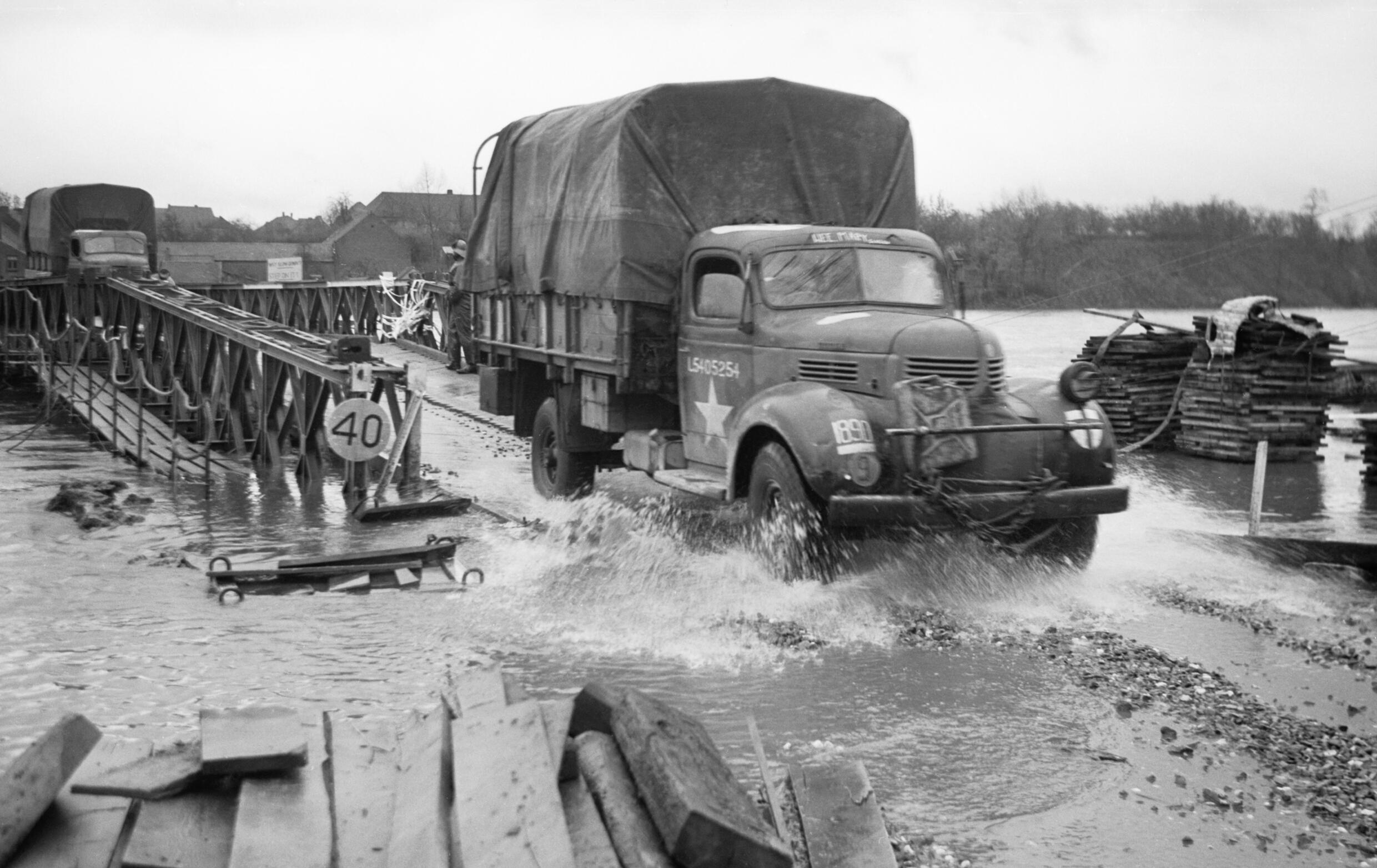
Camiones de suministro británicos Dodge D60 cruzando un puente Bailey sobre el río Mosa en plena inundación. Maaseik, en la frontera neerlandesa, 25 de noviembre de 1944.

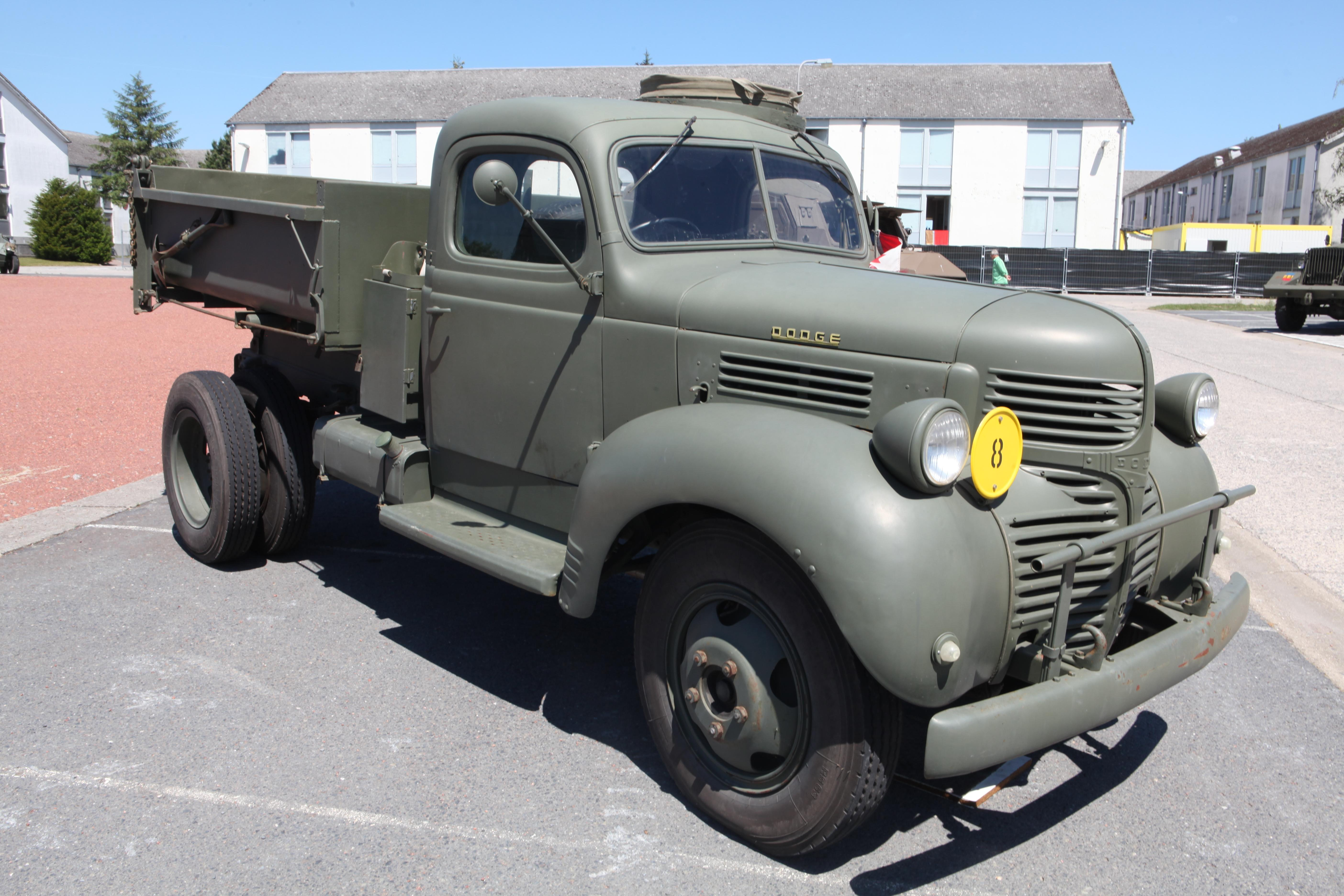
Si bien conserva la cabina Dodge, para la especificación CMP este D15 es con volante a la derecha, carrocería trasera normalizada y tiene una trampilla en el techo.

Chrysler de Canadá construyó alrededor de 180.000 camionetas militares Dodge entre 1939 y 1945, la mayoría de las cuales para el rol de CMP, y siguiendo la misma convención de nomenclatura: tres cuartos de los cuales eran modelos de 3 toneladas de varios tipos de D60 (Dodge T-110).
Para lograr un rápido aumento en la producción de camiones que brindaban la misma funcionalidad, se consideró aceptable que los Dodges renunciaran a la cabina estandarizada que se usaba en los Ford y los Chevrolet; al igual que los otros dos fabricantes de automóviles, Dodge instaló sus propios motores. Pero aunque se instalaron cabinas Dodge normales, tenían el volante a la derecha (excepto las de uso doméstico canadiense) y tenían una escotilla de artillero en el techo. Los D60 de producción inicial tenían neumáticos de 8.25x20 y ruedas traseras dobles, posteriormente se cambiaron al tamaño más grande, con especificación CMP de 10.50x16, y ejes con ruedas traseras simples, además de estar equipados con carrocerías traseras de patrón británico. Los manuales técnicos y del usuario de los Dodges también reflejaban los manuales CMP de Ford y GM. La mayoría de los modelos de Dodge eran de tracción en dos ruedas, con un eje trasero con alta y bajo. Solo los 3000 Dodge WC-1 (T-207) basados en el D8A, y 11.750 unidades del 3/4 APT ('Air Portable'; T-236), versión canadiense del 3/4 tonelada WC-52 estaban equipadas con tracción en las cuatro ruedas.
Todos los Dodge fueron propulsados por el motor de gasolina Chrysler Straight-6 de cabeza plana. El motor de los D60 era de 3,8 litros que entregaba 71 kW (95 HP) a 3600 rpm.
| Modelo        | Tracción | Batalla | Capacidad | Notas                                 |
| ------------- | -------- | ------- | --------- | ------------------------------------- |
| Dodge D8A     | 4x4      |         | 400 kg    |                                       |
| Dodge D15     | 4x2      | 325 cm  | 760 kg    |                                       |
| Dodge D60S    | 4x2      | 345 cm  | 3050 kg   | Batalla corta                         |
| Dodge D60S/DD | 4x2      | 345 cm  | 3050 kg   | Batalla corta, ruedas traseras dobles |
| Dodge D60L    | 4x2      | 406 cm  | 3050 kg   | Batalla larga                         |
| Dodge D60L/D  | 4x2      | 406 cm  | 3050 kg   |                                       |
| Dodge D60L/DD | 4x2      | 406 cm  | 3050 kg   | Batalla larga, ruedas traseras dobles |

Los tipos iniciales de Dodge de 3050 kg (3-ton) (códigos de ingeniería T110L-S, T110L-3, T110L-4, así como el T110L-14 posterior) no eran formalmente D60. dejando 124.961, o el 91% de los camiones de 3 toneladas con un nombre en código tipo CMP (basado en números de serie); o incluyendo las unidades D8A y D15, un total de 156.829 (o el 87%) de las camionetas Dodge de Canadá recibieron un código de tipo CMP.
El D3/4 APT (para 'Air Portable', aerotransportable) se basó en el Dodge WC-52 de Estados Unidos, pero funcionaba con un bloque de motor largo, de 64 cm, como los 3-toneladas, con 69 kW (92,5 HP). El primer lote de 5000 tenía 211 cm de ancho, pero esto resultó un problema con su «portabilidad aérea», por lo que el segundo lote de 6.750 se construyeron con camas más estrechas, de 196 cm de ancho. La capacidad del cabrestante del D3/4 era de 3400 kg. El primer lote, más ancho, también se denominó 2M1A y la segunda serie, más angosta, como 2M2A.[cita requerida]

## Fuera de Canadá
La producción de chasis y vehículos se licenció a Australia, lo que permitió la producción local, mientras que otros vehículos se enviaron a Gran Bretaña «desmontados», parcialmente ensamblados. Estos se entregaron como kits y tuvieron un ensamblaje final en fábricas en Gran Bretaña. Las versiones aerotransportables tenían la mitad superior de la superestructura de la cabina y los componentes exteriores guardados para permitir que los vehículos encajaran en la bodega del avión de transporte, que podían volver a instalarse fácilmente al recibirlo en el teatro de operaciones.
Se crearon chasis sin carrocería para instalar carrocerías alternativas, lo que redujo los requisitos de envío a la India. Las carrocerías de estos vehículos se produjeron localmente en la India a partir de materiales disponibles, a menudo construidos completamente de madera, creando una gama diversa de vehículos de «Patrón Indio» (Indian Pattern).
Para satisfacer la demanda urgente de vehículos militares durante la Segunda Guerra Mundial, varios países de la Commonwealth diseñaron vehículos blindados ligeros basados en chasis CMP fabricados en Canadá. Se crearon chasis especiales para ayudar a este propósito, con motores montados en la parte trasera y posiciones del volante central. Los vehículos blindados utilizaban éstos o chasis estándar según el diseño y la disponibilidad.
- Ruskin Motor Bodies Pty Ltd y Ford Motor Company of Australia Rover Light Armored Car (4x4, distancia entre ejes de 341 y 402 cm): construido sobre chasis Ford CMP de 3-ton
- General Motors Holden Ltd Rhino Heavy Armored Car (4x4, distancia entre ejes de 256 cm), solo prototipo
- General Motors Holden Ltd Heavy Armoured Car 6x6 (6x6, distancia entre ejes de 401 cm)
- Indian Railways Armoured Carrier Wheeled Indian Pattern (ACV-IP) (4x4, distancia entre ejes de 256 cm), muchos usaban chasis CMP
- Coche de reconocimiento sudafricano, también llamado Vehículo blindado Marmon-Herrington (4x4, varias distancias entre ejes)
- Beaverette NZ, la versión neozelandesa del vehículo blindado británico Standard Beaverette
- C8AX «Puddlejumper» (4x4, distancia entre ejes de 256 cm, 400 kg), variante creada en Nueva Zelanda basada en el chasis C8A

Varios vehículos de «Indian Pattern» también tenían carrocerías blindadas construidas, creando camiones blindados.

## En la cultura popular
Los camiones CMP son muy apreciados por los coleccionistas y también por empresas que necesitan un vehículo fuerte para trabajos pesados. A finales de los años 1970 la empresa española de prospecciones geológicas y sondeos CIDSA (Centro de Investigación y Desarrollo, S.A.), filial de la Hullera Vasco Leonesa, compró un par de camiones Ford CMP, excedentes del ejército español. Sobre uno de ellos montaron una máquina de perforar abatible y el otro lo utilizaron para el transporte de todo tipo de maquinaria y materiales. También se utilizaron en la posguerra como ambulancias militares, para tareas de rescate en ámbitos de difícil acceso (barro, arena, nieve), para trabajos agrícolas y para la pesca costera artesanal, como vehículo para botar embarcaciones.